# Zappa (geslacht)
Zappa is een monotypisch geslacht van straalvinnige vissen uit de familie van grondels (Gobiidae).

## Soort
- Zappa confluentus (Roberts, 1978)